# Hoya hypolasia
Hoya hypolasia ist eine Pflanzenart der Gattung der Wachsblumen (Hoya) aus der Unterfamilie der Seidenpflanzengewächse (Asclepiadoideae).

## Merkmale
Hoya hypolasia ist eine ausdauernde, kletternde, windende Pflanze mit dünnen fadenförmigen Trieben. Die wenig verzweigten Triebe haben einen Durchmesser bis 2 mm und sind nur spärlich beblättert. Sie sind mit zahlreichen, warzigen Lenticellen besetzt. Frische Triebe sind fein flaumig behaart, ältere Triebe sind mehr oder weniger kahl. Die Blätter sind kurz gestielt, die Blattstiele sind bis zu einen Zentimeter lang und an der Stieloberseite gefurcht. Auch die Blattstiele sind sehr kurz und weich flaumig behaart. Die Blattspreiten sind ausgebreitet, in der Form lanzettlich, und 12 bis 20 cm lang und 3,3 bis 5,3 cm breit. Der Apex ist lang zugespitzt, die Basis ist schwach herzförmig. Sie sind lederig mit einer dunkelgrünen, glänzenden Oberseite. Die Oberseite ist kahl, die Unterseite sehr kurz und dicht schwach flaumig behaart. Die hellere Blattnervatur tritt deutlich hervor. Von der kräftigen Mittelrippe gehen etwa sechs Paare Sekundärrippen ab. Die Paare stehen sich aber nicht genau gegenüber, sondern sind leicht gegeneinander versetzt.
Der doldenförmige Blütenstand enthält 8 bis 25 Blüten. Die Oberfläche des Blütenstandes ist flach konvex gewölbt. Der Blütenstandsstiel misst 5 cm in der Länge und ist schwach flaumig behaart. Die dünnen Blütenstiele sind etwa 5 cm lang und kahl. Die Kelchblätter sind eiförmig und ca. 2 mm lang. Die laufen stumpf aus und sind randlich mit kurzen Haaren besetzt. Die Blütenkrone hat einen Durchmesser von 2,1 cm. Sie ist gelblich-weiß, außen mit leicht rötlicher Tönung. Sie ist außen kahl, innen mit winzigen Papillen besetzt. Die Kronblattzipfel sind breit rhombisch-eiförmig, und spitz zulaufend. Die Zipfel der staminalen Nebenkrone sind von der Seite gesehen schief viereckig 3,5 mm lang und 3 mm breit. Sie neigen sich bis zum Rand des Griffelkopfes zusammen. Die Pollinien sind verkehrt eiförmig-länglich. Die Caudiculae sind sehr kurz. Das Corpusculum ist sehr klein und rhombisch-länglich. Rudolf Schlechter fand den Holotyp blühend im Juli 1908. Die Blüten duften nicht und bleiben etwa 5 Tage offen.

## Geographische Verbreitung und Habitat
Das Verbreitungsgebiet der Art ist Papua-Neuguinea. Der Holotyp wurde dort in tropischen Wäldern ca. 400 m über Meereshöhe gefunden.

## Taxonomie
Das Taxon Hoya hypolasia wurde 1913 von Rudolf Schlechter aufgestellt. Der Holotypus wird im Herbarium des Botanischen Garten Berlin (Schlechter 18075) aufbewahrt.